# 圣拉热布雷萨克
圣拉热布雷萨克（法語：Saint-Lager-Bressac，法語發音：[sɛ̃ laʒe bʁɛsak]）是法国阿尔代什省的一个市镇，属于普里瓦区。

## 地理
圣拉热布雷萨克（44°41'33"N, 4°42'38"E）面积15.37 平方千米，位于法国奥弗涅-罗讷-阿尔卑斯大区阿尔代什省，该省份为法国东南部内陆省份，北起顺时针与卢瓦尔省、伊泽尔省、德龙省、沃克吕兹省、加尔省、洛泽尔省和上盧瓦爾省接壤。
与圣拉热布雷萨克接壤的市镇（或旧市镇、城区）包括：拜克斯、绍梅拉克、克吕阿斯、圣博济勒、圣桑福里安-苏绍梅拉克、圣樊尚德巴雷斯。

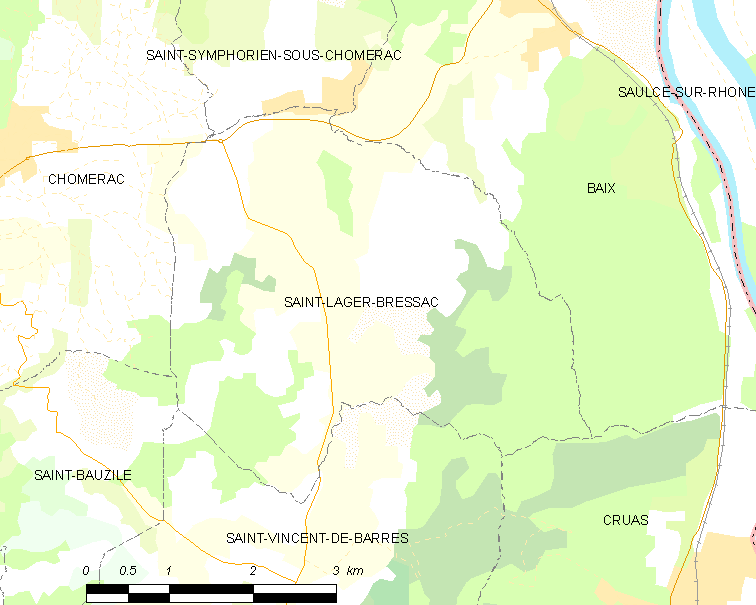
圣拉热布雷萨克的OSM定位图

圣拉热布雷萨克的时区为UTC+01:00、UTC+02:00（夏令时）。

## 行政
圣拉热布雷萨克的邮政编码为07210，INSEE市镇编码为07260。

## 政治
圣拉热布雷萨克所属的省级选区为勒普赞县。

## 人口

1962-2008年间圣拉热布雷萨克人口变化图示

圣拉热布雷萨克于2022年1月1日时的人口数量为959人。